# Vstajenje Lazarja (Caravaggio)
Vstajenje Lazarja, c. 1609, v Museo Regionale, Messina, je slika italijanskega umetnika Caravaggia (1571–1610).
Avgusta 1608 je Caravaggio pobegnil z Malte, kjer je bil zaprt zaradi neznanega kaznivega dejanja in se zatekel na Sicilijo s svojim prijateljem, umetnikom Mariom Minnitijem. Z Minnitijevo priprošnjo je pridobil številna pomembna naročila, med drugim tudi za cerkev Padri Crociferi v Messini, kjer jo je 10. junija 1609 predstavil bogatemu genoveškemu trgovcu Giovanniju Battisti de' Lazzariju. Plačilo je bilo tisoč skudov, več kot dvakrat več, kot jih je do tedaj prejel Caravaggio.
Lazar, brat Marte in Marije, je bil zavetnik Giovannija Battiste de 'Lazzarija, ki mu je Caravaggio naročil, da je naslikal oltarno sliko v cerkvi Padri Crociferi. Janezov evangelij pripoveduje, kako je Lazar zbolel, umrl, ga pokopal, nato ga je Kristus čudežno obudil od mrtvih. Kot na več slikah iz tega obdobja Caravaggiove kariere, je prizorišče postavljeno ob prazne stene, ki preplavijo friz človeških igralcev. Interakcija reliefa figur, ujetih v korporacijski napor in čustva, z veliko praznino zgoraj, se precej razlikuje od tesno usmerjenih individualiziranih dram njegovih zgodnjih in srednjih obdobij. Kot je običajno pri Caravaggiu, postane svetloba pomemben element drame, pri čemer izbere ključne podrobnosti, kot so Lazarjeve roke - ena ohlapna in odprta za sprejem, druga pa seže proti Kristusu - in čudežni obrazi gledalcev.
Slikar bi se v tem delu prikazal kot moški z rokami, združenimi za Kristusovim kazalcem. Realizem je pretresljiv: Lazar, ki uboga gesto Kristusa v slabi svetlobi in je skoraj grozeč v svoji veličini, je v celoti osvetljen z rešilno božansko svetlobo, ki mu kot električni tok razrahlja mišice, ki jih je otrdila smrt, in mu vrne življenje; pri ponovnem rojstvu iztegne roke, posnemajoč aluzivno gesto križa.
Stara zgodba, da je Caravaggio za to sliko izkopal sveže pokopano telo, je »verjetno apokrifna, vendar ne nemogoča« (John Gash, glej spodaj). Nekatere figure naj bi bile narejene po vzoru članov skupnosti, vendar se je Caravaggio zanašal tudi na svoj spomin. Ob pogledu na sliko takoj pride na misel Klicanje sv. Mateja, naslikana nekaj let prej za cerkev San Luigi dei Francesi: tudi tukaj je pravzaprav svetloba simbol milosti. Toda medtem ko je bila na rimskem platnu svetloba neposredna in je ustvarjala ostre obrise, je tu bolj močna in utripajoča, kar ustvarja učinek večje dramatičnosti. Iz tega razloga je slika ena najbolj reprezentativnih zadnjih let Caravaggia, posvečena večjemu eksperimentiranju s svetlobo. 
Slika je v slabem stanju in je precej obnovljena in mogoče je, da so nekateri odlomki delo pomočnikov.
Po besedah Francesca Susinna je Caravaggio izdelal prvo različico, ki jo je po negativni kritiki uničil z britvico. Kasneje bi v rekordnem času končal sedanjo različico, verjetno pa je ta zapis izmišljen.